# Дара (Месопотамија)
Дара или Дарас (грч. Δάρας) је био важан источноримски утврђени град у северној Месопотамији на граници са Сасанидским царством. Због његовог великог стратешког значаја, око њега су се често водиле борбе у византијско персијским ратовима током 6. века, укључујући и битку код Даре 530. године. Након што су га 639. године заузели Арапи, изгубио је свој стратешки значај, па је постепено напуштен. Његове рушевине налазе се на подручју села Oğuz у савременој Турској.